# ウィリアム・H・スタンドレイ (ミサイル巡洋艦)
| USS William H. Standley (DLG-32) | |
| 艦歴                             | |
| 発注:                            | 1962年1月16日 |
| 起工:                            | 1963年7月29日 |
| 進水:                            | 1964年12月19日 |
| 就役:                            | 1966年7月9日 |
| 退役:                            | 1994年2月11日 |
| その後:                          | 標的艦として2005年6月25日海没処分                                                                                           |
| 除籍:                            | 1994年2月11日 |
| 性能諸元                         | |
| 排水量:                          | 7,930トン |
| 全長:                            | 547 ft |
| 全幅:                            | 55 ft |
| 吃水:                            | 28 ft 10 in |
| 機関:                            | ギヤード蒸気タービン2基2軸 4缶、85,000 shp                                                                                  |
| 最大速:                          | 30ノット |
| 航続距離:                        | |
| 兵員:                            | 士官、兵員418名 |
| 兵装:                            | 54口径5インチ砲1基 3インチ砲2基 テリア・ミサイルランチャー1基 15.5インチ魚雷発射管6基 ハープーン・ミサイル ファランクスCIWS |
| 航空機:                          | |
| モットー:                        | |

ウィリアム・H・スタンドレイ(USS William H. Standley, DLG/CG-32)は、アメリカ海軍のミサイル巡洋艦。ベルナップ級ミサイル巡洋艦の7番艦。艦名はウィリアム・H・スタンドレイ海軍大将に因んで命名された。

## 艦歴
ウィリアム・H・スタンドレイは1962年1月16日にメイン州バスのバス鉄工所に建造発注され、1963年7月29日に起工する。1964年12月19日にチャールズ・B・ウィンコート夫人（スタンドレイ提督の娘）によって命名、進水し、1966年7月9日に就役した。
ウィリアム・H・スタンドレイはベトナム戦争での戦功で4個の従軍星章を受章した。
1990年6月から1991年8月まで、ウィリアム・H・スタンドレイは、NTU(New Threat Upgrade)プログラムで対空兵装の改良を含む大規模なオーバーホールを行った。
27年間以上の現役活動後に、ウィリアム・H・スタンドレイは1994年2月11日に退役し同日除籍された。ウィリアム・H・スタンドレイはエリオット(USS Elliot, DD-967)と共に2005年6月25日にオペレーション・タリスマン・サーベルでの標的艦としてオーストラリア東部海岸沖に沈められた。両艦は現在南緯25度、東経155度、フレーザー島沖190kmの珊瑚海の海域で人工岩礁として眠る。